# Златист манакин
Златистият манакин (Manacus vitellinus) е вид птица от семейство Манакинови (Pipridae).

## Разпространение
Видът е разпространен в Колумбия и Панама.